# GoldenEye (bande originale)
Pour les articles homonymes, voir Goldeneye (homonymie).
Albums de Éric Serra
Léon Le Cinquième Élément
Bandes originales James Bond
Permis de tuer
(1989) Demain ne meurt jamais
(1997)
GoldenEye est la bande originale de la 17e aventure de James Bond, du même nom (GoldenEye). Elle est composée par le compositeur français Éric Serra et publiée par EMI le 14 novembre 1995. Le compositeur français a composé et interprété un certain nombre de pistes au synthétiseur, y compris la traditionnelle Séquence d'ouverture des films de James Bond. Fait inédit dans James Bond, le compositeur de la bande son interprète lui-même au chant sa chanson dans le générique de fin (ce qui n'est pas la première fois pour Eric Serra).
La chanson du générique, GoldenEye, a été écrite par Bono et The Edge du groupe de rock irlandais U2, et a été proposée à Tina Turner. La chanteuse n'avait pas du tout aimé la démo de Bono. Ils l'ont retravaillée ensemble pour le résultat qu'on lui connaît. Le groupe suédois Ace of Base a également enregistré une chanson titrée GoldenEye, qui ne sera finalement pas utilisée pour le film. Ce titre sera rebaptisé The Juvenile et apparaitra sur l'album Da Capo.
Le film présente la chanson Stand By Your Man de Tammy Wynette. La chanson est chantée dans le film par Minnie Driver, qui n'était pas encore célèbre à l'époque, dans la scène où Bond parlemente avec Zukovsky. Elle est chantée de façon "fausse" avec un accent exagérément russe pour provoquer un effet comique.
Plusieurs versions de l'album existent : la complète et le single, en CD ou en cassette.

## Liste des titres
Toutes les chansons sont écrites et composées par Éric Serra sauf exception notée.
| 1.                 | GoldenEye                                                                                        | Bono & The Edge          | Tina Turner | 4:47 |
| 2.                 | The GoldenEye Overture: Half Of Everything Is Luck / The Other Half Is Fate / For England, James |                          |             | 4:21 |
| 3.                 | Ladies First                                                                                     |                          |             | 2:44 |
| 4.                 | We Share The Same Passions: The Trip To Cuba / The Same Passions                                 |                          |             | 4:48 |
| 5.                 | Little Surprise For You: Xenya / D.M. Mychkin                                                    |                          |             | 2:02 |
| 6.                 | The Severnaya Suite: Among The Dead / Out Of Hell / The Husky Tribe                              |                          |             | 2:05 |
| 7.                 | Our Lady Of Smolensk                                                                             |                          |             | 1:02 |
| 8.                 | Whispering Statues: Whispers / Two Faced                                                         |                          |             | 3:25 |
| 9.                 | Run, Shoot, And Jump                                                                             |                          |             | 1:04 |
| 10.                | Pleasant Drive In St. Petersburg (contient le James Bond Theme de Monty Norman)                  |                          |             | 4:31 |
| 11.                | Fatal Weakness                                                                                   |                          |             | 4:46 |
| 12.                | That's What Keeps You Alone                                                                      |                          |             | 3:14 |
| 13.                | Dish Out Of Water: A Good Squeeze / The Antenna                                                  |                          |             | 3:55 |
| 14.                | The Scale To Hell: Boris And The Lethal Pen / I Am Invincible                                    |                          |             | 3:43 |
| 15.                | For Ever, James                                                                                  |                          |             | 2:00 |
| 16.                | Experience of Love                                                                               | Éric Serra / Rupert Hine | Éric Serra  | 5:56 |
| 54 minutes environ |                                                                                                  |                          |             |      |